# Zbyšek Pantůček (1967)
Zbyšek Pantůček (* 28. září 1967 Plzeň) je český herec a hudebník. Pochází z umělecké rodiny. Jeho otec Zbyšek Pantůček byl kabaretním zpěvákem, matka Vlasta Bláhová zpěvačkou, její otec – Pantůčkův dědeček Ladislav Bláha – estrádním umělcem a Pantůčkův strýc – bratr jeho otce – Libor je hercem. Po vystudování konzervatoře působil Zbyšek Pantůček v Armádním uměleckém souboru Víta Nejedlého. Po čtyřleté pauze od ukončení působení v tomto uskupení, během níž se věnoval zpěvu a dabingu, začal působit v divadelní společnosti Háta. Je dvakrát rozvedený a má dvě děti, dceru Veroniku a syna Zbyška.
Od 5. září 2023 byl Policií České republiky veden v seznamu pohřešovaných osob, a to na základě nahlášení rodiny, která o něm nevěděla již devět dní poté, co oznámil, že bude cestovat. Dne 16. října 2023 policie pátrání odvolala, neboť bylo v rámci zahraniční spolupráce zjištěno, že se v tu dobu zdržoval v Itálii.

## Filmografie
Pantůček vystupoval spolu s Ivanou Andrlovou a Alešem Cibulkou v pořadu O češtině.

### Seriály
- 2010 Kriminálka Anděl
- 2013 Helena, Sanitka 2
- 2015, 2016 Atentát
- 2016 Přístav
- 2018, 2019 Krejzovi
- 2020 Kosmix

### Filmy
- 1987 Ohnivé ženy mezi námi
- 1988 Průšvih jako hrom
- 1988 Zlý věk
- 2017 Hurvínek a kouzelné muzeum
- 2018 Mimi & Líza: Záhada vánočního světla
- 2018 Toman

## Dabing (výběr)

### Seriály
- 1995 Příběhy Alfreda Hitchcocka
- 2000 Pokémon
- 2000 Gilmorova děvčata
- 2010 Tučňáci z Madagaskaru
- 2013 South Park
- 2011–2012 Lokomotiva Tomáš (15.-16. řada)

### Filmy
- 1995 Sjezdař
- 2000 Toy Story 2: Příběh hraček
- 2002 Dobrodružství pirátů v zeleninové zemi
- 2005 Madagaskar
- 2006 Countdown
- 2007 Alvin a Chipmunkové
- 2008 Madagaskar 2: Útěk do Afriky
- 2009 Alvin a Chipmunkové 2
- 2010 Toy Story 3: Příběh hraček
- 2011 Alvin a Chipmunkové 3

Namlouvá také reklamy, mezi něž patří například šot propagující cestovní kancelář Fischer.